# جمعية التضامن الفرنسية الفلسطينية

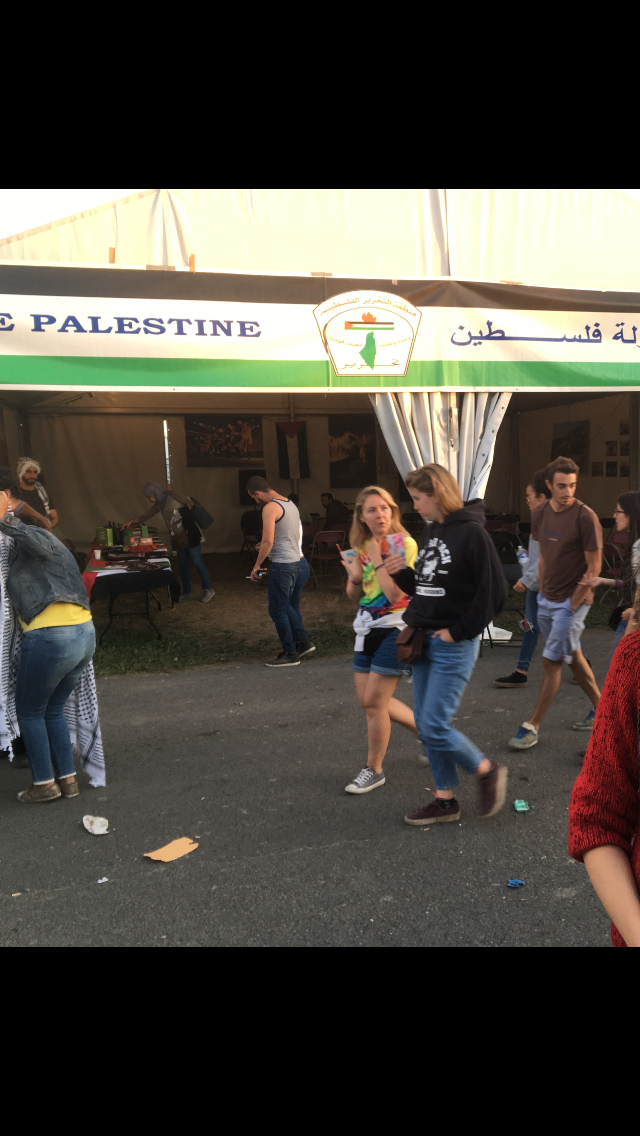
جناح جمعية التضامن الفرنسية الفلسطينية في عيد الإنسانية في عام 2018

جمعية التضامن الفرنسية الفلسطينية هي جمعية إنسانية أُنشأت حسب قانون عام 1901 ، تأسست في أيار / مايو 2001 ، من اندماج "الجمعية الطبية الفرنسية الفلسطينية" و"الجمعية الفرنسية الفلسطينية".
تعمل جمعية التضامن الفرنسية الفلسطينية على دعم الحقوق الوطنية للشعب الفلسطيني. وهي تعتزم العمل من أجل سلام حقيقي ودائم على أساس تطبيق القانون الدولي، واستناداً عليه فهي تؤمن بـ :
1. نهاية احتلال كافة الأراضي المحتلة عام 1967 وتفكيك كافة المستوطنات.
2. إقامة دولة فلسطينية مستقلة وذات سيادة وقادرة على البقاء وعاصمتها القدس الشرقية.
3. الاعتراف بحق العودة للاجئين طبقاً للقرار 194 الصادر عن الجمعية العامة للأمم المتحدة.

## أنشطتها
تقوم الجمعية بالدفاع عن حقوق الشعب الفلسطيني في داخل الأراضي الفلسطينيية وأمام المحاكم الدولية، وتعمل على فك الحصار عن قطاع غزة كما تعمل في فرنسا على التوعية بضرورة مقاطعة المنتجات القادمة من المستوطنات الإسرائيلية، باعتبار المستوطنات غير معترف بها دولياً وغير شرعية ويجب عدم مساعدتها وشرعنتها.

## إدارتها
رئيسها الحالي هو بيرتران إيلبرون وذلك (منذ العام 2017). وكان قبل ذلك توفيق تهاني بين الأعوام (2013-2017)، وكان جان كلود ليفورت وبرنارد رافينيل رؤساء الشرف في الماضي.